# TRICOM-1R
TRICOM-1R (Tasuki) ist ein Erdbeobachtungssatellit der Universität von Tokio.
Er wurde am 3. Februar 2018 mit einer SS-520-Trägerrakete vom Uchinoura Space Center in eine erdnahe Umlaufbahn gebracht. Er ist der Nachbau des beim vorhergehenden missglückten Start der Trägerrakete verloren gegangenen Vorgängers TRICOM-1.
Der spinstabilisierte Satellit in der Bauform eines Drei-Einheiten-Cubesats ist mit fünf Kameras ausgerüstet. Die Energieversorgung übernehmen auf der Oberfläche des Satelliten montierte Solarzellen. Er besitzt eine geplante Lebensdauer von drei Monaten, bevor er wieder in die Erdatmosphäre eintritt.